# Parque Estadual das Grandes Árvores de Calaveras

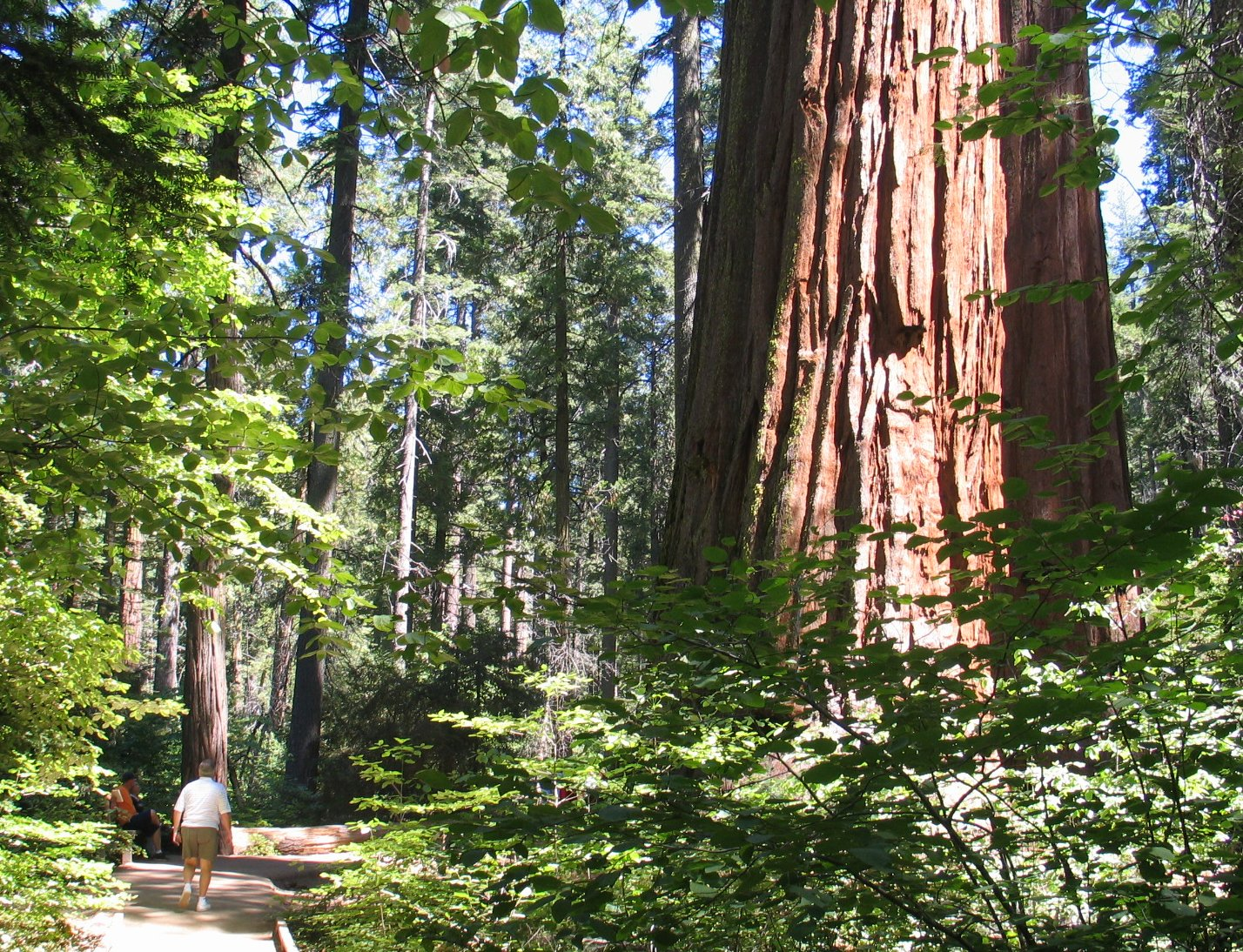

O Parque Estadual das Grandes Árvores de Calaveras (em inglês:  Calaveras Big Trees State Park) é um parque norte-americano, situado a 4 milhas (6,4 km) a nordeste da cidade de Arnold, Califórnia, em meio as altitudes da Sierra Nevada, no Condado de Calaveras. Tornou-se um parque estadual em 1931 com o intuito de preservar a Arvoredo Norte de Grandes Calaveras Sequóias.  Tem sido uma grande atração turística, desde 1852, quando a existência das árvores foi amplamente divulgada, e é considerada a mais longa operação contínua de instalação turística na Califórnia.
Ao longo dos anos, outras parcelas de Florestas de Coníferas mistas, incluindo Calaveras muito maior do que os Arvoredos Gigantes de Sequóias (comprados em 1954 por US $ 2,8 milhões de dólares), foram adicionadas ao parque para trazer a área total de cerca de 26 quilômetros quadrados (6.400 acres). O Arvoredo Norte contém cerca de 100 Sequóias gigantes maduras, o Bosque do Sul, cerca de 1.000.
O Arvoredo Norte incluiu a "Árvore da descoberta", observou por Augusto T. Dowd em 1852 e derrubado em 1853, deixando um tronco gigante, que é o único remanescente da árvore. Ela mede 24 pés (7,3 m) de diâmetro na base e foi determinado pela contagem do anel  tendo 1.244 anos de idade, quando derrubadas.
Além dos populares “Arvoredos Norte” , o Parque também inclui agora o “Arvoredo Sul”, com 5 milhas (8,0 km de viagem de caminhada) através de um espetacular bosque de sequóias gigantes em seu ambiente natural. O “Arvoredo Sul” Sul inclui a "árvore de Agassiz", 74 m de altura e 6,8 m de diâmetro de 2 m acima do solo (7,6 m de diâmetro na base), a maior árvore nos bosques Calaveras. É nomeado após  o zoólogo Louis Agassiz (1807-1873).
Outras atrações incluem o Parque do Rio Stanislaus, “Riacho de Castores”, a lava “Trilha do Blefe”  e “ Trilha Bradley” .
O Parque também abriga dois parques de campismo com um total de 129 acampamentos, seis áreas para piquenique e centenas de quilômetros de trilhas estabelecidas.
Outras atividades incluem esqui cross-country, aulas do  Guarda Florestal de noite, numerosos programas de interpretação, programas de educação ambiental,  programas de Guarda Florestal Júnior , caminhadas, BTT, observação de aves e as Atividades Escolares de Verão para crianças de escola. Os cães são bem-vindos no parque na coleira em áreas desenvolvidas como os locais de piquenique, acampamentos, estradas de terra. Os cães não são permitidos nas trilhas designadas, nem nas madeiras em geral.
Em 29 de maio, o governador Schwarzenegger propôs o corte de todo o financiamento a fim de economizar 143,5 milhões de dólares com o encerramento de parque estadual em junho de 2010.